# Atlas Supervisor
L' Atlas Supervisor fut un des premiers systèmes detemps partagé au monde, développé en Angleterre. C'était le programme qui gérait l'allocation des ressources de traitement de l'ordinateur Atlas de l'Université de Manchester. Son rôle était de faire en sorte que la machine puisse agir sur de nombreuses tâches et programmes utilisateur simultanément.
Ses diverses fonctions comprenaient l'exécution de la mémoire virtuelle de l'ordinateur Atlas (document Atlas Supervisor, section 3, Organisation du magasin). C'est ainsi qu'il est « considéré par beaucoup comme le premier système d'exploitation moderne reconnaissable ».  Brinch Hansen l'a décrit comme « la percée la plus significative de l'histoire des systèmes d'exploitation ». 